# Província de Venècia
La província de Venècia (igual en vènet, pronunciat [proˈvinsja de veˈnɛsja]) és una antiga província de la regió de Vèneto, dins Itàlia, en la qual es trobava la homònima ciutat de Venècia, que n'era la capital. L'1 de gener de 2015 va ser reemplaçada per la Ciutat metropolitana de Venècia.
Limita al nord-est amb el Friül - Venècia Júlia (província d'Udine i província de Pordenone), al sud amb la província de Rovigo, a l'oest per la província de Pàdua i la província de Treviso.